# Callichilia
Callichilia é um género botânico com onze espécies pertencente à família Apocynaceae..

## Espécies
- Callichilia barteri Stapf
- Callichilia basileis Beentje
- Callichilia bequaertii De Wild.
- Callichilia inaequalis Stapf
- Callichilia macrocalyx Gilg
- Callichilia magnifica R.D.Good
- Callichilia mannii Stapf
- Callichilia monopodialis Stapf
- Callichilia orientalis S.Moore
- Callichilia stenosepala Stapf
- Callichilia subsessilis Stapf